# بريتا هايدمان
بريتا هايدمان (من مواليد 22 ديسمبر 1982) هي لاعبة مبارزة ألمانية متخصصة في سلاح السيف. أصبح هايدمان عضوًا في اللجنة الأولمبية الدولية في عام 2016.

## روابط خارجية
- الموقع الرسمي